# Шагімарданов Фазил Валіахметович
Фазил Валіахметович Шагімарданов (1906, село Верхні Кіги Златоустівського повіту Уфимської губернії, тепер Кігинський район, Башкортостан, Російська Федерація — 3 серпня 1968, місто Уфа, тепер Башкортостан, Російська Федерація) — радянський діяч, голова Ради Народних Комісарів Башкирської АРСР. Депутат Верховної Ради СРСР 1-го скликання. Кандидат у члени ЦК ВКП(б) (1939—1941).

## Біографія
Народився в бідній селянській родині. З семирічного віку наймитував, випасав коні в заможних селян. Деякий час вчився в сільській школі (медресе). Після смерті батька — знову наймитував.
З 1919 року — конюх і сторож Дуванхушенського кантонного революційного комітету Башкирської АРСР. У 1920 році брав участь у ліквідації національного руху башкир під керівництвом Валідова.
З 1921 року наймитував у заможних селян та працював пастухом у селі Верхні Кіги Башкирської АРСР.
Закінчивши початкову сільську школу в селі Верхні Кіги, одним з перших в селі вступив до лав комсомолу. У 1924 році вступив до Башкирської обласної радпартшколи.
Член ВКП(б) з 1927 року.
Після закінчення радпартшколи з 1928 року працював заступником секретаря Уфимського міського комітету ВЛКСМ, інструктором, завідувачем організаційного відділу Месягутовського кантонного комітету ВКП(б) Башкирської АРСР.
У 1930—1932 роках — відповідальний секретар Бураєвського районного комітету ВКП(б) Башкирської АРСР.
У 1932—1936 роках — заступник секретаря і секретар районного комітету ВКП(б) новобудов міста Уфи, секретар партійного комітету Уфимського моторобудівного заводу.
У жовтні 1937 — лютому 1940 року — голова Ради Народних Комісарів Башкирської АРСР.
У 1940 році — заступник народного комісара місцевої промисловості РРФСР.
З 1941 по 1944 рік — заступник голови виконавчого комітету Куйбишевської обласної ради депутатів трудящих РРФСР.
У 1944—1946 роках — народний комісар місцевої промисловості Татарської АРСР.
З 1946 року — начальник Куйбишевського обласного управління легкої промисловості.
З 1958 року — на пенсії. Перебуваючи на пенсії, проводив лекторську роботу в Башкирській АРСР, Середній Азії, Українській РСР, РРФСР.

## Родина
Дружина Мастура, троє доньок.

## Нагороди
- ордени
- медалі